# Alfred Worm
Alfred Worm (14 de junio de 1945 - 4 de febrero de 2007) fue un periodista austriaco.
Alfred Worm fue un periodista especializado en la política interior de su país. Aunque había estudiado ingeniería, en cuya práctica se integró en el mundo laboral, saltó al mundo de la prensa en el semanario Profil.
Después de trabajar para diversos medios, su trabajo alcanzó gran relevancia al destapar el fraude financiero cometido en la construcción del hospital más importante de Viena, el AKH.
Entre 1983 y 1988 dejó el mundo de la prensa para pasar a ser concejal democristiano del Partido Popular Austríaco.
Desde 1999 trabajaba en el semanario News, con un puesto cercano a la dirección.
En 2006 consiguió el título de mejor periodista de su país, tras la entrevista con Natascha Kampusch, quien había declarado que durante su cautiverio había seguido la actualidad gracias a la labor de Worm y que si alguien la entrevistaba sería él.
- Datos: Q560754
- Multimedia: Alfred Worm / Q560754